# Granuloma piogènic
El granuloma piogènic o botriomicoma és un tumor vascular benigne format per teixit connectiu hiperplàstic, que sorgeix tant en les mucoses com en la pell després d'un trauma físic, una infecció o una irritació. També s'anomena hemangioma capil·lar lobulat. Habitualment apareix en solitari i amb freqüència afecta el llavi, les genives, la regió periunguial, o la cavitat nasal. La sinergia farmacològica entre determinats biomedicaments pot induir la seva gènesi en malalts oncològics. Que es desenvolupi de forma múltiple i disseminada és un fenomen quasi excepcional, observat sobretot en individus cremats. Molt poques vegades es localitza al tracte gastrointestinal, provocant una anèmia seriosa i d'origen poc evident.
Els granulomes piogènics es veuen a qualsevol edat i són més freqüents en les dones que en els homes. Es creu que els estrògens i altres hormones sexuals formen part dels factors que afavoreixen el seu desenvolupament en les dones embarassades Aquestes lesions es poden produir durant el primer trimestre de gestació, amb una incidència creixent fins al setè mes, i ocasionar eventualment epistaxis greus. S'han descrit casos inusuals de granulomes piogènics en el pavelló auricular, l'esòfag, la còrnia i en la conjuntiva Poden créixer sobre un cos estrany de llarga evolució.

## Signes i símptomes
La lesió característica és una pàpula vermella, pedunculada i molt friable. Menys comunament es presenta com una placa sèssil. Té un creixement exofític ràpid i la seva superfície acostuma a ulcerar-se amb facilitat. Segons sigui el temps d'evolució i el grau de proliferació vascular del granuloma, la intensitat del seu color varia. Les mides solen oscil·lar entre uns quants mil·límetres i un parell de centímetres, tot i que es poden produir lesions més petites o més grans. Alguna vegada, en persones immunodeficients, sorgeixen sobre zones que han rebut un empelt de pell per una infecció cutània prèvia i arriben a ser gegants. Els granulomes piogènics sovint sagnen profusament quan reben un trauma lleuger o inclús ho fan sense cap agressió externa. Poden secretar una substància oliosa, fent que tinguin la superfície humida, en especial si el granuloma es troba al cuir cabellut. Els intestinals són un origen infreqüent d'hemorràgies greus o d'intussuscepció (desplaçament d'una part de l'intestí cap a l'interior de la porció següent) i anèmia important.

## Histologia
Histològicament, les lesions inicials del granuloma piogènic es caracteritzen per l'angiogènesi i la presència de dipòsits de col·lagen. Una vegada completament desenvolupades tenen morfologia polipoide i mostren un patró multilobulat, amb septes de teixit conjuntiu que separen lóbuls plens de capil·lars sanguinis. L'activitat mitòtica en les cèl·lules endotelials i estromals es molt variable i pot existir un escàs infiltrat de limfòcits, cèl·lules plasmàtiques i mastòcits. En estadis avançats d'evolució, s'observa un increment del teixit fibrós i una disminució de la mida dels lòbuls. Les lesions tardanes són similars a un fibroma i generalment acostumen a estar delimitades per prominents collarets d'epiteli, a causa del creixement endofític de les crestes epidèrmiques. S'ha descrit algun insòlit cas de granuloma piogènic en una persona no immunodeficient amb trets histològics similars als d'un sarcoma de Kaposi.

## Tractament
Per regla general, a banda de les intestinals i les oculars, les lesions mucocutànies del granuloma piogènic no són especialment greus i el tractament depèn de la seva localització. Poden ser extirpades quirúrgicament, eliminades emprant crioteràpia o destruïdes amb diversos tipus de làser. En la majoria dels casos el raspat del granuloma seguit de l'electrocoagulació de la seva base sota anestèsia local sol ser suficient. Les recidives del granuloma piogènic, és a dir, el desenvolupament de múltiples lesions satèl·lit després de tractar la lesió primària, són poc comunes. En aquests casos, una resecció quirúrgica que inclogui pell normal en els marges laterals i profunds és el procediment d'elecció. L'administració sistèmica de propanolol en el granuloma piogènic eruptiu disseminat pot aconseguir que les lesions desapareguin completament.